# 許斐氏利
許斐 氏利（このみ うじとし、1912年12月16日 - 1980年3月5日）は、クレー射撃選手・右翼・特殊株主・興行師。隻流館初代理事長。東京温泉経営者。戦時中は特務機関員。
参加したメルボルンオリンピックでフィンランドの選手が持っていたサウナを日本に持ち込んだことで、スチームサウナの創始者としても知られている。
家系は古代から宗像大宮司を世襲した武家・宗像氏で、氏利はその分家・許斐氏の後裔。孫にUZI (ラッパー)。

## 経歴
福岡市萱堂町（現：奈良屋町）で金融業者の家庭に生まれる。幼時から柔道を修業し、1931年、武道家を志して上京し、講道館に入門。その後、中学生では日本初となる柔道四段を授与されるも、素行不良のため五段への昇段を嘉納治五郎から拒否される。さらには、暴行傷害事件を起こして複数の中学を転々とした後、東亜商業（現：東亜学園高等学校）卒業。1932年、明治大学政経科入学。同大学在学中は右翼学生団体「愛国学生連盟」に参加し、1933年1月23日に辻嘉六の指示により立憲政友会の衆議院議員門田新松を襲撃。この事件で指名手配を受けて逮捕されたが、辻らの手回しで起訴猶予となる。一方、この事件により講道館から破門され、武道家として立つことを断念。更に明治大学から退学処分を受け日本大学英法科に転校するが、程無くして一時在籍していた日本大学第三中学へ徒党を組んで現金を脅し取った一件で起訴されている。
1935年1月1日、政治結社「大化会」に入会。同年10月15日、当時外務査察使として欧州に向かう途中の吉田茂を襲おうとして警視庁丸の内署に検挙（10日後、不起訴となり釈放）。大化会の活動を通じて北一輝の書生となり、1936年の二・二六事件では北一輝や西田税を護衛。やがて北らの逮捕後は許斐自身も憲兵の尾行を受けるようになったため、1937年、大化会会長岩田冨美夫の勧めで中国大陸に渡り、漢口駐在武官の長勇中佐の下で関東軍直属の特務機関員（身分は軍属）として働き始める。このころ、岩田の盟友・伊達順之助から共産ゲリラ掃討を目的に射撃の訓練を受ける。のちには自ら許斐機関を組織し、100名の特務機関員を率いて上海とハノイで地下活動に従事。阿片を使った工作活動を手がけた。
九州の暴れ者たちを統率して荒っぽい仕事をしたとされるが、同じ梅津一門で九州一の暴れん坊とされる高松弥太郎は金儲けをしている許斐を嫌っており、自分の舎弟が許斐に迷惑をかけたため上海まで足を運び九州へ連れ戻した際には、許斐が一言でも文句を言ったならばその瞬間、「突く（刺す）つもりでおった」としている。
1945年4月1日、アメリカ軍の沖縄上陸を上海で知り、敗戦の近いことを察知して、4月6日に福岡市の自宅に帰還。同年6月にかねてより義兄弟の盃を交わし、死を共にする約束を交わしていた長を追って、沖縄県への飛行を試みたが途中長崎県に不時着。その後、6月23日に長は自決。長の死を悼む許斐は「約束を果たせなかった」故をもって自らの左手小指を切り落とし、長の骨壷に入れさせた。
1946年春、駐日米兵による日本人女性への強姦の多発を憂え、いち早く博多に米軍専用キャバレー「ハリウッド」、米軍専用ナイトクラブ「市民会館」を開業。1947年2月、福岡県警察に「軍需諸物資の不正入手」「官公署職員や市民への恐喝、脅迫」など12件の容疑で逮捕され、戦犯容疑でも取り調べを受けるがハンガーストライキを行い、完全黙秘を通した。結局、軍需諸物資の不正入手についてのみ容疑を認め、1947年4月19日、福岡地方裁判所で懲役4年（ただし執行猶予付き）罰金10万円の有罪判決が下った。
1947年暮れに上京し、旧友の磐城セメント常務・斎藤次郎のもとに身を寄せ、斎藤の私設秘書として働く。やがて、上海時代に許斐機関の近所に存在したトルコ風呂にヒントを得て、1951年、斎藤や堀久作の出資のもと、銀座松坂屋裏にマッサージ嬢を配した一大ヘルスセンターの東京温泉を開業。女性（ミストルコ）がマッサージサービスを行い、日本におけるトルコ風呂の元祖となった。東京温泉株式会社発足の宴が築地の料亭で開かれた折、許斐は「今後は政治的行動から一切離れ、実業人に徹する」決意の証として、出席者一同の前で自らの左手薬指を切り落とした。
一方、孫でラッパーのUZIによると、「許斐氏利がソープランドの創始者」というのは間違いで、実際は1956年メルボルンオリンピックに出場した際にフィンランドの選手が持ち込んだスチームサウナにヒントを得て、サウナを日本に初めて持ち込んで成功した「サウナ王」とのこと。
また、クレー射撃選手としても活動し、1956年のメルボルンオリンピックに出場した（岩田徳三郎とともに、クレー射撃（トラップ種目）でオリンピックに出場した初の日本選手の一人）、1958年に東京で行われたアジア競技大会ではトラップ種目で金メダルを獲得している。日本クレー射撃協会の第3代会長にも就任している。
特殊株主・興行師としても名を馳せ、日活の堀久作が新東宝の株を買い占めて紛争となった際には両者を仲介して決着させた。1968年には映画スター田宮二郎に同道して、大映の永田雅一にポスターの序列問題に関して直談判に及んだが、結果として田宮は映画界を追われる。
1978年に東京温泉社長を退任。1980年に胃癌で入院し、日本大学医学部附属板橋病院で死去した。墓所は杉並区築地本願寺和田堀廟所。

## エピソード
- 軍の特務機関員やオリンピック日本代表にも選出された射撃の腕前であり、自宅にはワシントン条約の締結前にアフリカで自分でハントして来た様々な動物のはく製があった。自宅のらせん階段の中央にはキリンがあった。バブル崩壊後の家の建て壊し後になくなった[2]。
- 息子（UZIの父親）も東京温泉社長で、実業家。UZIには詳しい過去を話さなかったが、実業家になる前はその筋の人だったらしい。
- UZIが生まれた時には氏利は実業家に徹していたので、UZIは普通のお坊ちゃんとして育った。父親と8歳の時に亡くなっていた祖父[21]がその筋の人だったことは中学生くらいの頃に気づいた。
- 氏利が特殊株主をやっていたため、UZIがおもちゃを「欲しい」と言うとすぐに届いた。
- 自宅には全自動麻雀卓が4台あり、かつては若い衆が麻雀をやっていたらしい。
- 自宅には村上和彦の極道劇画が全巻揃っており、UZIが漫画オタクになったのはそれが原因とのこと。
- 氏利が築いた財産はバブル崩壊で全部なくなり、代わりに1000億円の借金が残った。